# 一進会
一進会（いっしんかい、イルジヌェ、朝鮮語: 일진회）は、1904年から1910年まで大韓帝国で活動した政治結社。
1904年に李容九、宋秉畯らの開化派によって創設された。日清戦争、日露戦争の勝利により世界的に影響力を強めつつあった大日本帝国（日本）に注目・接近し、日本政府・日本軍の特別の庇護を受けた。日本と大韓帝国の対等な連邦である「韓日合邦（日韓併合とは異なる概念）」実現のために活動した。
当時、大韓帝国では最大の政治結社であり、会員数は公称80万人から100万人。一説には実数は4,000人未満にすぎなかったとの見解もあるが、日露戦争をロシア帝国（ロシア）に代表される西欧侵略勢力との決戦とみなし、日韓軍事同盟でロシアの侵略を阻止しようと考えた李容九は、日本に協力し、日本が武器弾薬を北方へ輸送するために鉄道（後の京義線）を建設した際、その工事に無償で参加した一進会員は全部で15万人であったとされ、また北鮮から満州国（満州）へ軍需品を運搬する業務に動員された会員は11万5000人で、あわせて約27万人が日露戦争時に一進会として活動したという話も残っている。
日韓併合の目的を達成した一進会は、その後、統監府が朝鮮内の政治的混乱を収拾するために朝鮮の政治結社を全面的に禁止したため、解散費用として十五万円を与えられて他の政治結社と同様に解散したが、一進会を率いた宋秉畯らは朝鮮総督府中枢院顧問となり、合併後の朝鮮の政治にも大きく影響を与え続けた。合邦善後策として桂太郎首相に資金百五十万円を懇請したところ、千万円でも差し支えなしと答えられ、活動に猛進した。

## 背景
李氏朝鮮（朝鮮）では、日清戦争で大日本帝国（日本）が清に勝利すると、王妃である閔妃が朝鮮で一層強化する日本の支配力を警戒した。三国干渉によってロシア帝国（ロシア）の東アジアへの影響力が強まったことで、日本への牽制を含めて親露政策を強めるようになる。その後、乙未事変で閔妃が暗殺され（殺害現場にいた純宗の言で『乙未事件ニ際シ、現ニ朕ガ目撃セシ国母ノ仇、禹範善』となっているだけでなく、この禹範善は『禹ハ旧年王妃ヲ弑セシハ自己ナリトノ意ヲ漏セリ』と自ら犯人であることを漏らしている。(アジア歴史資料センター『在本邦韓国亡命者禹範善同国人高永根魯允明等ニ於テ殺害一件』)）、1896年2月11日、親露派の李範晋や李完用らによってクーデターが行われ、国王の高宗がロシア公使館に移り、執務（露館播遷）を行うようになった。日本の後押しを受けていた開化派政権は崩壊し、ロシアの影響力が強まった。1896年7月、開化派の流れを汲む者たちが朝鮮の自主独立、法治主義の確立、新教育の振興、農業の改良、工業の育成、愛国心、君主への忠誠心の培養を訴え、李完用らが独立協会を設立した。
1897年以降、ロシアの影響力が顕著になると、独立協会は反露闘争を展開、国王の高宗に王宮に戻ることを要請した。高宗は王宮に戻り、大韓帝国の独立を宣言した。これによりロシアの勢力は朝鮮半島から後退したが、独立協会の主張は次第に守旧派官僚との対立を招き、最終的に高宗の勅令により独立協会は解散させられた。
ロシアの勢力が朝鮮半島から後退したことによって再び日本の勢力が増大し、大韓帝国の経済的支配を進めた。ロシアと日本は朝鮮半島や満州の利権を巡り対立を深めた。こうした背景のもと、日露戦争中に日本軍通訳をつとめた宋秉畯が日本の影響下に政治改革のための組織を計画したが、この計画は元独立協会系の者たちに受け入れられた。

## 一進会の設立
宋秉畯は、日露戦争のさなか、日韓議定書が締結された約半年後の1904年8月8日に独立協会系の尹始炳らと共に、政治結社一進会を設立する（当初、名称は「維新会」。8月20日に「一進会」に改名）。
その後、韓廷が進歩会に対し「法令に背いて集会し詔勅無くして断髪するのは乱民だから解散せよ、しなければ砲刑に処す」と訓令を発したため、一進会は進歩会に対し「怨みがあれば訴え、訴えるのに会するのは自然の理である。また、乙未削髪詔勅(断髪令)は未だ取り消されておらず、軍人や警察官や外交官の断髪は詔勅によるものではない。現在の惨状を座視するのは忍びないから、現政府に従うな」と助言を発した。進歩会は一進会に対し主義目的が同じだとして合併を依頼し、中央の一進会は十三道の進歩会を吸収した。ちなみに同年8月22日には第一次日韓協約が締結されている。
当初、尹始炳が会長であったが、尹の要請によって李容九が会長に就任した。
他にも、初代統監であった伊藤博文が、黒龍会主幹を務めていた内田良平と共謀し、「韓国から日本との合邦を提議させるために」、一進会を設立させたという見方もある。しかし、陸軍側の資料である「魚潭少将回顧録」によれば、一進会は、帝国陸軍韓国駐剳軍と統監府の対立の中で、韓国駐剳軍が統監府及び伊藤博文統監を間接的に攻撃するために設立させたものであり、その後、一進会が内田良平を通じて統監側に近づいたとしている。

## 会員・役員
1905年時点で会員は全国28万4千人あまりに達し、特に平安道と咸鏡道の二道に多かったとされる。初期の役員は以下の通り。
- 会長: 尹始炳 (前観察使)
- 副会長: 兪学桂 (前郡守)
- 十三道総会長: 李容九 (無官豪傑)
- 評議会長: 宋秉畯
- 評議員: 尹吉炳、洪肯燮、梁在翼、廉仲模、尹甲炳、嚴桂榮、金鎮秦、鄭景洙、金澤鉉、尹定植、李行敏、高靑龍、趙聖元、韓教衡、韓錫鎮、元世基、金東旭

## 目的
一進会では、独立協会に見られる民主主義、独立国家主義の思想を継承し、「政治改革と民主の自由」を掲げた。また、日露戦争時に設立され、日韓軍事同盟においてロシアの侵攻を阻止することが、大韓帝国に対するロシアの影響力を弱め、さらには欧米列強のアジア進出を防ぎ、朝鮮の復興になるとも考えていた。

## 会則
1904年12月22日、尹始炳は以下の五ヶ条の会則を発布した。
一、本会員は一切断髪する事
二、帽子は外国の様子を傚行し、務めて本国品にて製造する事
三、平常服は現行せる本国俗制を変ぜざる事
四、平常服表衣は窄袖の周衣を以て施行し染色する事、但し公私服はこの限に非ず
五、洋服の一款は或自由に属するも極めて簡略を旨とし財産を乱費するなき事

## 活動

### 日露戦争における日本軍への協力
一進会の設立当初、日本側の一進会への評価は低かったが、一進会の設立後、宋秉畯は当時の日本の大佐、松石安治に対し書簡を送り、現状の高宗およびその官僚主導では大韓帝国の独立・維持は困難であると説明し、また京義線敷設の協力をも申し出ている。当時の日露戦争においては、日本軍が物資輸送のため京義線の敷設を計画するが、日本軍の人員不足で計画が暗礁に乗り上げており、この際、一進会がこの敷設工事に無償支援し、会員14万人以上を動員した。さらに一進会は、日本軍の軍事物資輸送の支援にも乗り出し、10万人以上の会員が自費で日本軍の武器、食料を戦地まで運んでいる。また、この日露戦争当時、一進会会員は、当時の伝統であった長髪、髷をやめ、自主独立運動の象徴としている。朝鮮では露館播遷で断髪令を廃止しており、このような断髪は一般市民からは考えられないものであった。

### 演説
独立門の西側にある独立館が一進会の演説会場であった。しかし、独立館は600 - 700人以上の聴衆を入れることはできず手狭になったため、独立館の北側に新たに1,600 - 1,700人の聴衆を入れることのできる八角堂を建設した。

### 統監政治
1905年（明治38年）10月、日本政府は韓国保護権の確立の方針を閣議決定し、翌11月には伊藤博文を特使として派遣し、11月28日に第二次日韓協約の締結が強行された。これに先立ち、一進会は同年11月5日に「外交権を日本政府に委任し日本の指導保護を受け、朝鮮の独立、安定を維持せよ」という宣言書を発表している。
韓国統治の総責任者だった伊藤は早期の韓国併合に反対していた。しかし、1909年（明治42年）4月、伊藤は桂太郎、小村壽太郎との会談において、両人が提示した併合の方針について大綱を是認している。1909年（明治42年）10月、伊藤が満州のハルビンで安重根に暗殺された後、1910年（明治43年）5月に韓国統監（第三代）に就任した寺内正毅は、義兵の制圧と並行して、韓国併合への準備を進めた。

### 韓日合邦の要請
一進会は、1909年12月「韓日合邦建議書（韓日合邦を要求する声明書）」を純宗、第二代韓国統監曾禰荒助、首相李完用に送り、韓日合邦を要請している。
この上奏文を書いたのは内田良平が率いる国粋主義団体黒龍会の武田範之である。武田によって起草された上奏文は、山縣有朋、桂太郎首相（当時）、寺内正毅陸軍大臣に内示され、事前の了解を得ていた。
この建議書の中で、李容九は会員100万人の声明と称して、「日本は日清戦争で莫大な費用と多数の人命を費やし韓国を独立させてくれた。また日露戦争では日本の損害は甲午の二十倍を出しながらも、韓国がロシアの口に飲み込まれる肉になるのを助け、東洋全体の平和を維持した。韓国はこれに感謝もせず、あちこちの国にすがり、外交権が奪われ、保護条約に至ったのは、我々が招いたのである。第三次日韓協約（丁未条約）、ハーグ密使事件も我々が招いたのである。今後どのような危険が訪れるかも分からないが、これも我々が招いたことである。我が国の皇帝陛下と日本の天皇陛下に懇願し、我々も一等国民の待遇を享受して、政府と社会を発展させようではないか」と主張し、韓国と日本の連邦形式の対等合邦を求めた。

### 声明発表後の各方面からの反発
一進会の声明に対して大韓協会、西北学会や天道教徒がただちに反対した。声明発表翌日には漢城府西大門において、李完用が大演説会を開き、併合反対決議が行われた。統監府の憲兵隊が当時の韓国統監であった曾禰荒助に送った報告によれば、この声明発表は日本人の政治活動家である内田良平が主謀したものであり、一進会に対して大規模な反対運動が起こった。この事態を重くみた曽禰統監は、一進会の集会、演説を禁止し、一進会と大韓協会の日本人顧問に対して論旨退去を命じ、活動を弾圧した。併合を既定方針とした日本政府にとって、賛成、反対の議論が沸騰し、両派の衝突が起こり秩序が乱れること自体が障害と映ったからである。
併合後に設置された朝鮮総督府によっても、当時の韓国民衆が一進会に対して大きな反対の声を挙げ、その結果として一進会が孤立状態にあったことが指摘されている。

### 解散
一進会の主張はあくまで日韓両国民の対等な地位に基づく日韓共栄であって、日本の考える外地としての併合とは全く異なるものであることや、日韓併合については韓国側の要求は一切受け入れない方針であったため、日本政府は一進会の請願を拒否した。これは、当時の大韓帝国の巨額の債務や土地インフラに膨大な予算が必要になることから日本国民の理解を得ることは難しいとの政治判断からであった。一方、一進会の宋秉畯も、韓日の対等合邦は国力の差から困難であると判断して韓日併合論を展開し、1910年（明治43年）、第2次桂内閣により韓国併合がなされた。韓国併合後、韓国統監府は、親日派／非親日派の政治団体の対立による治安の混乱を収拾するため、朝鮮の全ての政治結社を禁止し、解散させた。これにより、一進会は併合直後の1910年（明治43年）9月12日に日本政府によって解散を命じられ、解散費用15万円を与えられ、同年9月25日に解散した。一進会を率い、韓日併合論を説いた宋秉畯らは朝鮮総督府中枢院顧問となり、併合後の朝鮮の政治にも大きく影響を与え続け、その後、その功績により宋秉畯には伯爵位が与えられた。
一方では日韓の対等合邦を日本側が拒否し、その後に韓国を飲み込む形で併合したということから元会員の間には失望、怒りが広がり、後の三・一運動に身を投じる者も多く存在した。一進会の中心人物であった李容九は日本政府から送られた華族の叙爵を断り、会の解散から1年経たないうちに憤死した。喀血し、入院していた際に訪れた日本人の友人に対して一進会の活動についての後悔を語った。

## 日本人の関与
一進会の活動には内田良平や日韓電報通信社長の菊池忠三郎など日本人が深く関与し、日韓合邦の要請を出すことに成功したが、最終的には伊藤暗殺や一進会に対する政府、韓国国民の反発からコントロールできなくなってしまい、
菊池忠三郎によって「日韓合邦が頓挫した今、一進会は暴徒に変ずる恐れがある」という報告がされている。
日本人顧問であった杉山茂丸は会の目的である「日韓合邦」が失敗し、併合された後の1921年（大正10年）に、元会員たちから自決を要求された。これを受けて杉山は、朝鮮の日本統治改革を強く訴える建白を執筆し、李容九や一進会の元会員たちを騙したことについても懺悔した。

## 評価
一進会に対する評価はその活動の解釈や政治的立場によって大きく異る。以下には日韓において出版されている一般書籍での評価について概述する（順不同）。
- 平凡社の『朝鮮を知る事典』では、一進会を「親日御用団体」と呼び、表立った運動以外にスパイ活動などにも協力したとしている。また、親日団体としての働きについてはプラスの効果よりも民衆の反発を招いたマイナスの結果の部分が大きかったとしている。また、一進会の実態が「李容九や宋秉畯などの利権集団」であったとも記述している。
- 鹿鳴海馬の『伊藤博文はなぜ殺されたか』(1995)では一進会は日本が日本軍の通訳をしていた宋秉畯に作らせた親日派の政治団体であるとしている。「一進会は日本の国粋団体・黒龍会の内田良平といった有力者を顧問に、日本の保護を受け朝鮮国内の反日分子や反日運動のスパイ活動を行い、大衆の反感を買った。特に日露戦争後、一進会が日本の指導保護を要請する宣言を発表したので猛烈な反発を受けた。中でも「共進会」や「大韓自強会」といった民族派の団体から一斉に売国奴として非難された。」と記述されている。
- 三省堂の『朝鮮の歴史 新版』では、一進会が1909年（明治42年）に出した声明について、民衆の声を代表しておらず、かつ「会員100万人」も実体のない数字だったとしている。
- 金完燮の『親日派のための弁明』(2002)では、一進会の運動を、李氏朝鮮政府の圧政をはねのけようとする農民階級（東学党→進歩会）と、支配階級出身で朝鮮の近代化をめざす改革派知識人グループ（維新会）、そして朝鮮近代化を支援することで「攻撃的な防御」を確保しようとする日本、の3つの改革勢力が結集されたものとして高く評価している。また、大韓民国政府が一進会を「親日御用エセ団体」と歪曲して韓国民に教えていると批判している。
- 呉善花は、著書『韓国併合への道』で「少なくとも民族の尊厳の確保に賭けて大アジア主義を掲げ、国内で最大限の努力を傾けた李容九らを売国奴と決めつけ、国内で表立った活動をすることもなく外国で抗日活動を展開した安昌浩や李承晩らを愛国者・抗日の闘士と高く評価するバランス・シートは、私にはまったく不当なものである」と評価している。
- 山田朗は、当時の大韓帝国は政党政治ではなく、一進会が韓日合邦を望んでいたとしても、それは韓国人の民意を示したものではなく、一進会は韓国民衆から強い批判を受けていたと主張している[22]。
- 木村幹は、韓国併合直前期に日本に協力的だった韓国の政治勢力（すなわち親日派）には李完用を中心とする韓国の官僚達と、一進会のような民間の団体の二つの派閥があり、初代統監の伊藤は李完用を韓国側の協力者として選び、伊藤の支持を背景に李完用らは影響力を拡大する一方、一進会は日本側の、同じく民間の団体（黒龍会など）と提携し、伊藤・李完用らとは対立関係にあったとする。李完用らは日本に協力することで日本側に介入の口実を与えないようにし、大韓帝国の保持を図ったのに対し、一進会はそのような王朝国家の枠組みそのものを否定し、韓日両国民が日本の天皇の下で、対等な国民（一等国民）となることを考えた点に両者の対立の根本的な原因があったとする。一進会はそのような立場からより併合（合邦）に対し前向きな動きを見せたが、（日本による植民地化という形での）韓国併合の成立とともにその役割は終了し、切り捨てられてしまうのに対し、李完用らは日本を取引をするという強かな姿勢で臨み、併合後においても朝鮮貴族の地位の獲得に成功したが日韓の国力差の前ではそうした強かさすら大きな意味を持ち得ず、朝鮮貴族の地位も名誉的なものにすぎなかった[23]。